# Militärputsch in Ägypten 1952

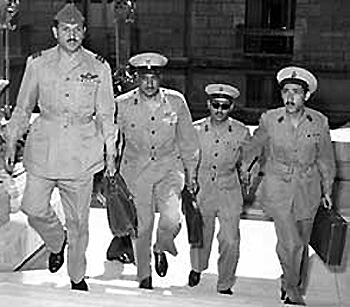
Die Putschisten (v. l. n. r.): Abdel Latif Boghdadi, Gamal Abdel Nasser, Salah Salem, Abdel Hakim Amer

Der Militärputsch in Ägypten 1952, auch als Revolution des 23. Juli bekannt, (ägyptisch-arabisch ثورة 23 يوليه „Revolution des 23. Juli“) war ein militärischer Staatsstreich im Königreich Ägypten, der am 23. Juli 1952 durch die sogenannte „Bewegung Freier Offiziere“ durchgeführt wurde – eine Gruppe oppositioneller Armeeoffiziere, die von Muhammad Nagib und Gamal Abdel Nasser geleitet wurden.

## Geschichte
Der Putsch zielte ursprünglich nur darauf ab, König Faruk I. zu stürzen und den sechs Monate alten Sohn Fu'ād II. als König einzusetzen. Allerdings hatte diese Bewegung politischere Absichten und ging bald dazu über, die konstitutionelle Monarchie abzuschaffen, die Aristokratie in Ägypten und im Sudan zu beenden, formell eine Republik zu etablieren, die guten Beziehungen zu Großbritannien zu beenden und die Unabhängigkeit des Sudan zu sichern (bisher als anglo-ägyptisches Kondominium verwaltet). Am 18. Juli 1953 wurde auch Fuad ins Exil gezwungen. Die neue Regierung nahm eine standhaft nationalistische und „antiimperialistische“ Agenda an, was durch den in Ägypten neuen Panarabismus und die Gründung der Blockfreien Bewegung ausgedrückt wurde.
Der Putsch stieß auf Ablehnung durch die damaligen Westmächte, vor allem durch das Vereinigte Königreich, das 1882 die britische Herrschaft in Ägypten eingeleitet hatte, und Frankreich – beide waren beunruhigt wegen wachsender nationalistischer Ressentiments in jenen Territorien der arabischen Welt und Afrikas, die noch unter ihrer Kontrolle standen. Der andauernde Kriegszustand mit Israel stellte das Land zusätzlich vor Herausforderungen, da die sogenannten „freien Offiziere“ die militärische Unterstützung für die Palästinenser steigerten. Diese beiden Angelegenheiten verschmolzen vier Jahre nach dem Militärputsch, als Ägypten von Israel (das Hilfe von Großbritannien und Frankreich bekam) im Zuge der Sueskrise 1956 angegriffen wurde. Trotz enormer militärischer Verluste sah sich Ägypten als politischen Sieger, vor allem weil es den Sueskanal zum ersten Mal seit 1875 unter unangefochten ägyptische Kontrolle bringen und somit die „nationale Beschämung“ ausradieren konnte. Dies stärkte den Aufruf zu Revolutionen in anderen arabischen und afrikanischen Staaten.
Eine sofortige Agrarreform und großangelegte Industrialisierungsprogramme wurden im ersten Jahrzehnt des Putsches eingeleitet, was zu einer unerhörten Periode des Infrastrukturaufbaus und der Verstädterung führte. Bis zu den 1960er Jahren wurde der arabische Nationalismus zur diktierten Staatsideologie, der Ägypten in eine Zentralverwaltungswirtschaft umwandelte. Die offizielle Furcht vor einer durch „den Westen“ geplanten Konterrevolution, vor einem hiesigen religiösem Extremismus oder vor einer möglichen „kommunistischen Infiltrierung“, und der Konflikt mit Israel wurden als Gründe genannt für die schwerwiegende und langandauernde Beschränkung der politischen Opposition und die Abschaffung des Mehrparteiensystems. Die Beeinträchtigungen der politischen Aktivität blieben bis zur Präsidentschaft des späteren Friedensnobelpreisträgers Anwar Sadat ab 1970 in Kraft; in dieser Infitah-Periode wurden viele Praktiken aus der Juntazeit 1952 zurückgefahren oder zurückgenommen.
Der anfängliche Erfolg der „Revolution des 23. Juli“ ermutigte zahlreiche andere nationalistische Bewegungen in anderen arabischen und afrikanischen Staaten wie Algerien und Kenia, die sich ebenfalls in antikolonialen Kämpfen gegen europäische Mächte befanden. Sie inspirierte auch die Umstürze von noch existierenden Monarchien sowie prowestlichen Regierungen in der Region und auf dem Kontinent. Dem Militärputsch wird jedes Jahr an Ägyptens Nationalfeiertag, dem „Tag der Revolution“ am 23. Juli, gedacht.
Allerdings verfehlte die „Revolution“ als Staatsideologie in weiten Teilen des Landes ihre Wirkung, weil sie vom Staat verordnet wurde. Probleme, die bei der Umsetzung der Revolution auftauchten, waren die Stagnation der Analphabetenquote auf hohem Niveau, die Suppression der beiden Religionen Islam und Christentum, sowie die negativen Auswirkungen des arabischen Nationalismus.